# Бун (округ, Західна Вірджинія)
Шаблон:StateAbbr_ 38°01′ пн. ш. 81°43′ зх. д. / 38.02° пн. ш. 81.72° зх. д.
Округ  Бун (англ. Boone County) — округ (графство) у штаті  Західна Вірджинія, США. Ідентифікатор округу 54005.

## Історія
Округ утворений 1847 року.

## Демографія
За даними перепису 2000 року загальне населення округу становило 25535 осіб, зокрема міського населення було 3083, а сільського — 22452. Серед мешканців округу чоловіків було 12471, а жінок — 13064. В окрузі було 10291 домогосподарство, 7464 родин, які мешкали в 11575 будинках. Середній розмір родини становив 2,92.
Віковий розподіл населення поданий у таблиці:
| Стать    | До 15 років | 15-21 | 22-29 | 30-39 | 40-49 | 50-65 | 65-85 | Понад 85 |
| -------- | ----------- | ----- | ----- | ----- | ----- | ----- | ----- | -------- |
| Чоловіки | 2515        | 1143  | 1352  | 1601  | 2175  | 2259  | 1320  | 106      |
| Жінки    | 2329        | 1202  | 1405  | 1645  | 2231  | 2214  | 1775  | 263      |

## Суміжні округи
- Кенова — північний схід
- Релей — схід
- Вайомінг — південь
- Лоґан — захід
- Лінкольн — північний захід

## Виноски
1. ↑  US Decennial Census. US Census Bureau. Архів оригіналу за 26 квітня 2015. Процитовано 9 січня 2014.
2. ↑  Historical Census Browser. University of Virginia Library. Архів оригіналу за 11 серпня 2012. Процитовано 9 січня 2014.
3. ↑  Population of Counties by Decennial Census: 1900 to 1990. US Census Bureau. Архів оригіналу за 3 червня 2013. Процитовано 9 січня 2014.
4. ↑  Census 2000 PHC-T-4. Ranking Tables for Counties: 1990 and 2000 (PDF). United States Census Bureau. Архів оригіналу (PDF) за 18 грудня 2014. Процитовано 9 січня 2014.
5. ↑  State & County QuickFacts. Бюро перепису населення США. Архів оригіналу за 6 січня 2016. Процитовано 9 січня 2014.(англ.) Наведено за англійською вікіпедією.
6. ↑  American FactFinder. Бюро перепису населення США. Архів оригіналу за 26 лютого 2012. Процитовано 31 січня 2008. [Архівовано 2008-05-21 у Wayback Machine.]

| США | Це незавершена стаття з географії США. Ви можете допомогти проєкту, виправивши або дописавши її. |